# Ankō (empereur)
Pour les articles homonymes, voir Anko.
L'empereur Ankō (安康天皇, Ankō Tennō) était le vingtième empereur du Japon , selon l'ordre traditionnel de la succession.  Aucune date ferme ne peut être assignée pour le règne de cet empereur, mais on situe son règne au milieu du Ve siècle, de 455 à 456, bien qu'on n'en connaisse pas les dates avec certitude. La tradition lui attribue cependant des dates de vie de 401 à 456 et situe son règne à partir de 454.
Selon le Kojiki et le Nihon shoki, Ankō est le second fils de l'empereur Ingyō. Son frère aîné Kinashikaru no Miko (Prince Kinashikaru) est le prince héritier, mais perd la faveur de la cour à cause de relations incestueuses avec sa demi-sœur. Après une tentative avortée de rallier des troupes contre Ankō, Kinashikaru et sa demi-sœur se suicident.
Ankō est assassiné dans la troisième année de son règne par son cousin Mayowa no Ōkimi (Prince Mayowa), en réponse à l'exécution du père de celui-ci, son oncle Okusaka.